# Druk bezadresowy
Druk bezadresowy – forma reklamy, realizowanej za pośrednictwem poczty. Polega na kolportażu druków i folderów reklamowych, traktowanych w tym przypadku jak listy bez podanego adresu pocztowego.
Jest to nieopatrzona oznaczeniem adresata i adresem informacja pisemna lub graficzna, zwielokrotniona za pomocą technik drukarskich lub podobnych, utrwalona na papierze albo innym materiale, używanym w drukarstwie, w tym książkę, katalog, dziennik lub czasopismo.